# IC 2085
IC 2085 ist eine linsenförmige Galaxie vom Hubble-Typ S0 im Sternbild Dorado am Südsternhimmel. Sie ist schätzungsweise 36 Millionen Lichtjahre von der Milchstraße entfernt und hat einen Durchmesser von etwa 25.000 Lj. Wahrscheinlich bildet sie gemeinsam mit NGC 1617 ein gravitativ gebundenes Galaxienpaar.

Im selben Himmelsareal befinden sich u. a. die Galaxien IC 2079, IC 2082, IC 2083, IC 2086.
Das Objekt wurde am 7. Dezember 1899 vom US-amerikanischen Astronomen DeLisle Stewart entdeckt.